# Wendell Mottley
Wendell Adrian Mottley (ur. 2 lipca 1941 w Port-of-Spain) – trynidadzko-tobagijski sportowiec i polityk, były minister finansów tego państwa, w młodości sprinter, dwukrotny medalista olimpijski z 1964.
Po ukończeniu szkoły średniej w Port-of-Spain rozpoczął studia z zakresu ekonomii na Uniwersytecie Yale.
Jednocześnie rozwijał karierę lekkoatletyczną. Na igrzyskach olimpijskich w 1964 w Tokio zdobył srebrny medal w biegu na 400 metrów, za Amerykaninem Michaelem Larrabee, a przez Polakiem Andrzejem Badeńskim. Drugi medal, tym razem brązowy, zdobył wraz z kolegami w sztafecie 4 × 400 metrów (sztafeta Trynidadu i Tobago biegła w składzie: Edwin Skinner, Kent Bernard, Edwin Roberts i Mottley na ostatniej zmianie). Zdobył złote medale w biegu na 440 jardów i w sztafecie 4 × 440 jardów na Igrzyskach Imperium Brytyjskiego i Wspólnoty Brytyjskiej w 1966 w Kingston.
Ukończył studia na Uniwersytecie Yale, a następnie uzyskał magisterium na Uniwersytecie w Cambridge. Pracował przez kilka lat w Londynie, zanim wrócił do Trynidadu w 1969. Tam robił karierę w administracji rządowej. W latach 1991–1995 pełnił funkcję ministra finansów Trynidadu i Tobago. Następnie był dyrektorem zarządzającym banku Credit Suisse Group w Nowym Jorku.
W styczniu 2013 został wybrany prezesem Unit Trust Corporation, funduszu inwestycyjnego z siedzibą w Trynidadzie i Tobago.